# Bowser Lake
Bowser Lake är en sjö i provinsen British Columbia i Kanada. Den ligger på Bowser River i Nass Rivers avrinningsområde, ungefär 6 mil norr om samhället Stewart. Sjöns yta ligger 368 meter över havet och är 3 409 hektar. Sjöns medeldjup är 65 meter och största djupet är 116 meter. Sjön är namngiven efter William John Bowser som var försteminister i British Columbia.